# Meyernberg

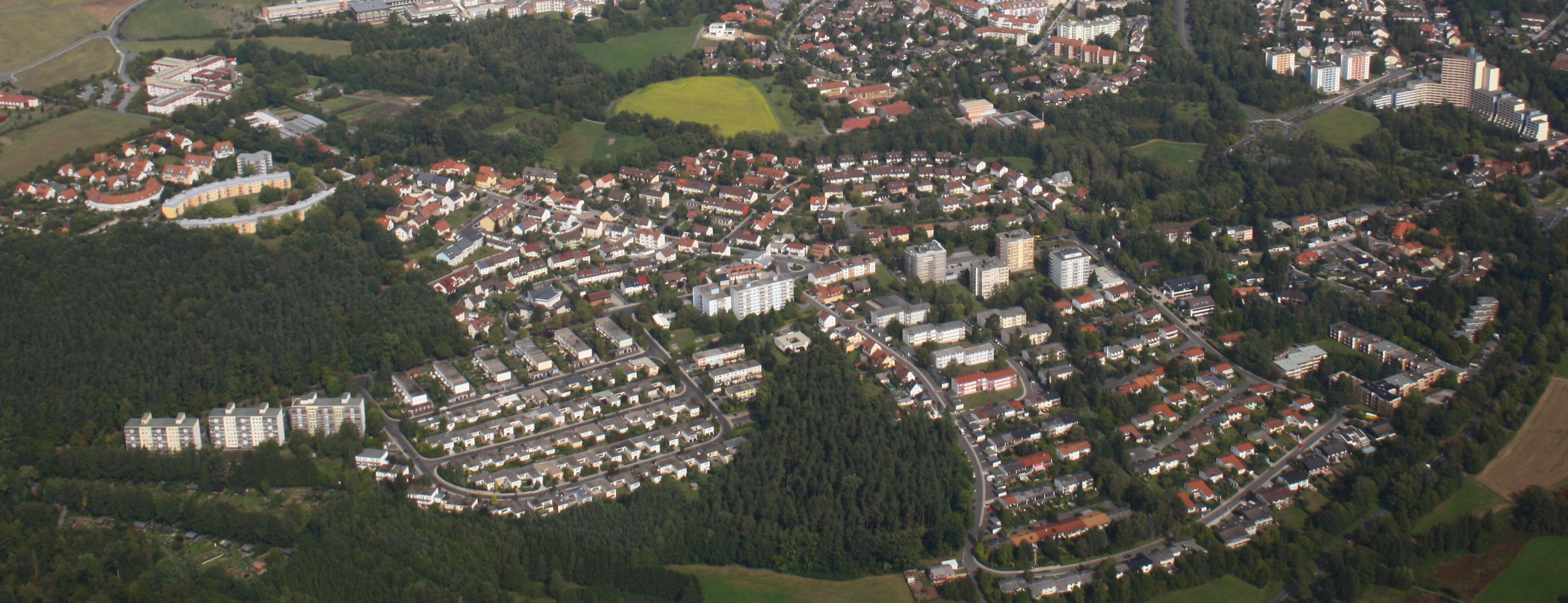
Meyernberg – links unten der Wohnpark Meyernberg Süd-West

Meyernberg ist ein Stadtteil von Bayreuth. Die Gemarkung Meyernberg hat eine Fläche von 1,642 km². Sie ist in 892 Flurstücke aufgeteilt, die eine durchschnittliche Flurstücksfläche von 1840,78 m² haben. In ihr liegen neben dem namensgebenden Ort die Gemeindeteile Geigenreuth und Laimbach.

## Lage
Meyernberg liegt im Westen der Stadt am Südhang des Roten Hügels.

## Beschreibung

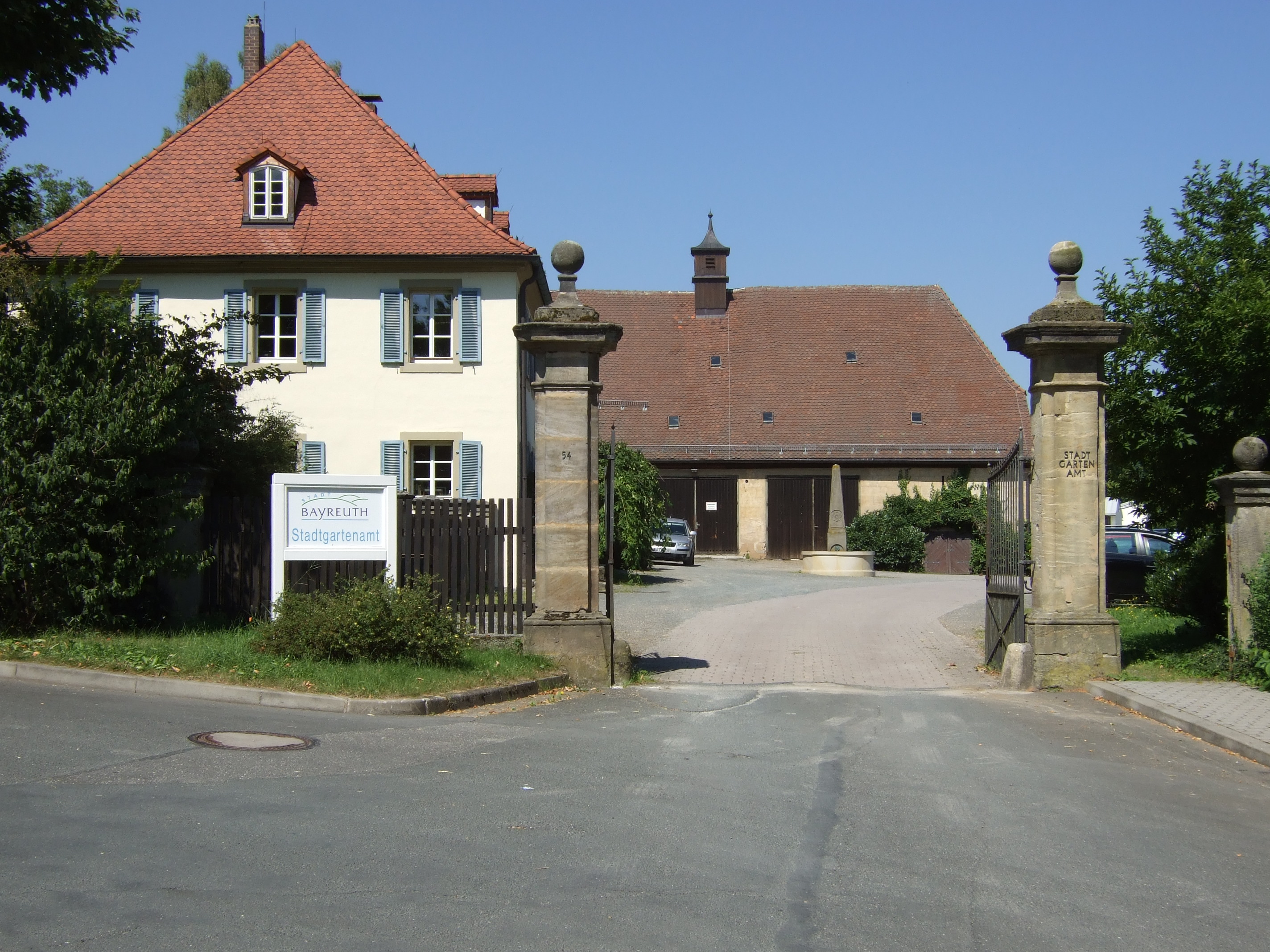
Schloss Meyernberg

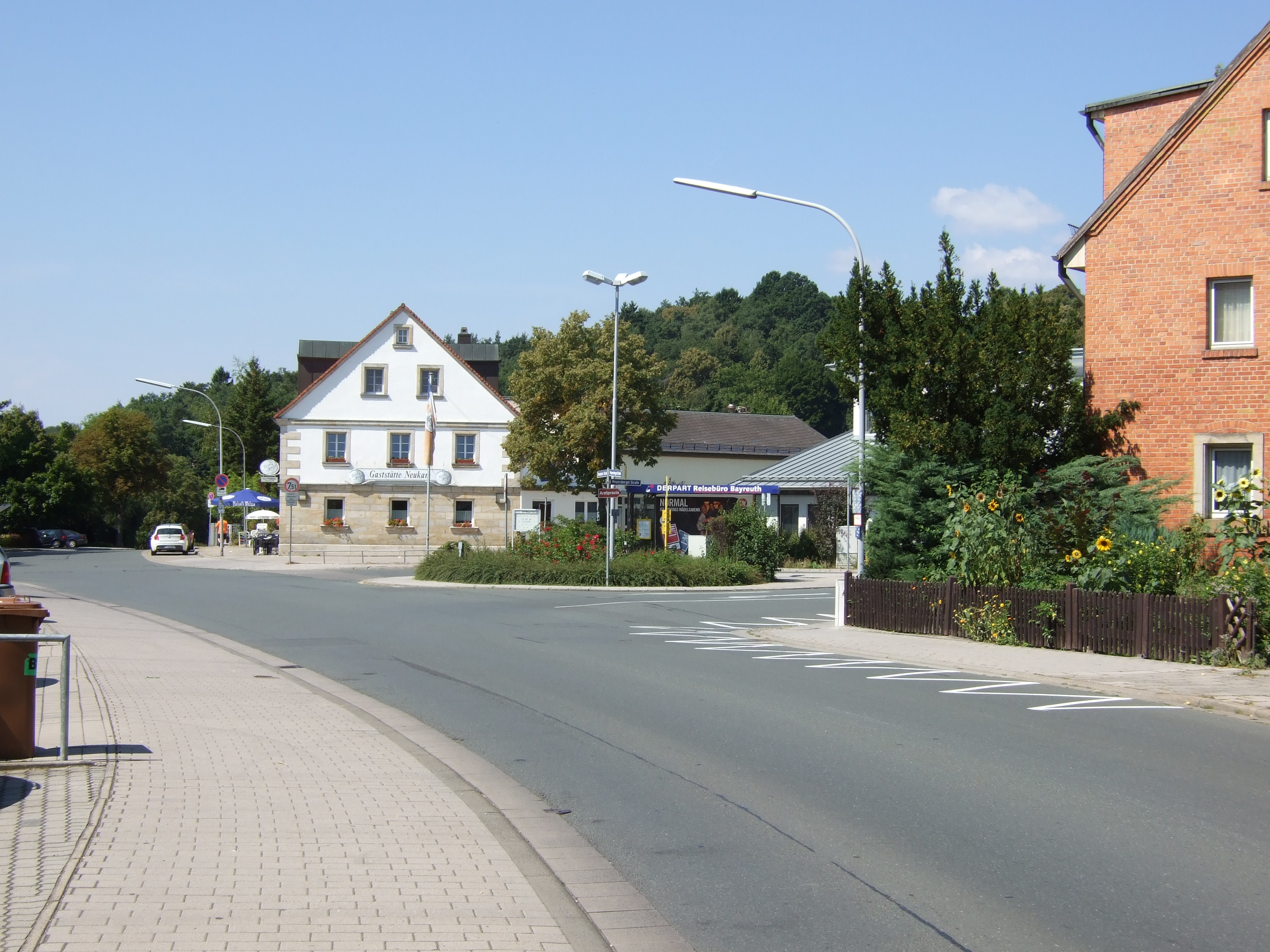
Ortsmitte Meyernberg mit altem Wirtshaus

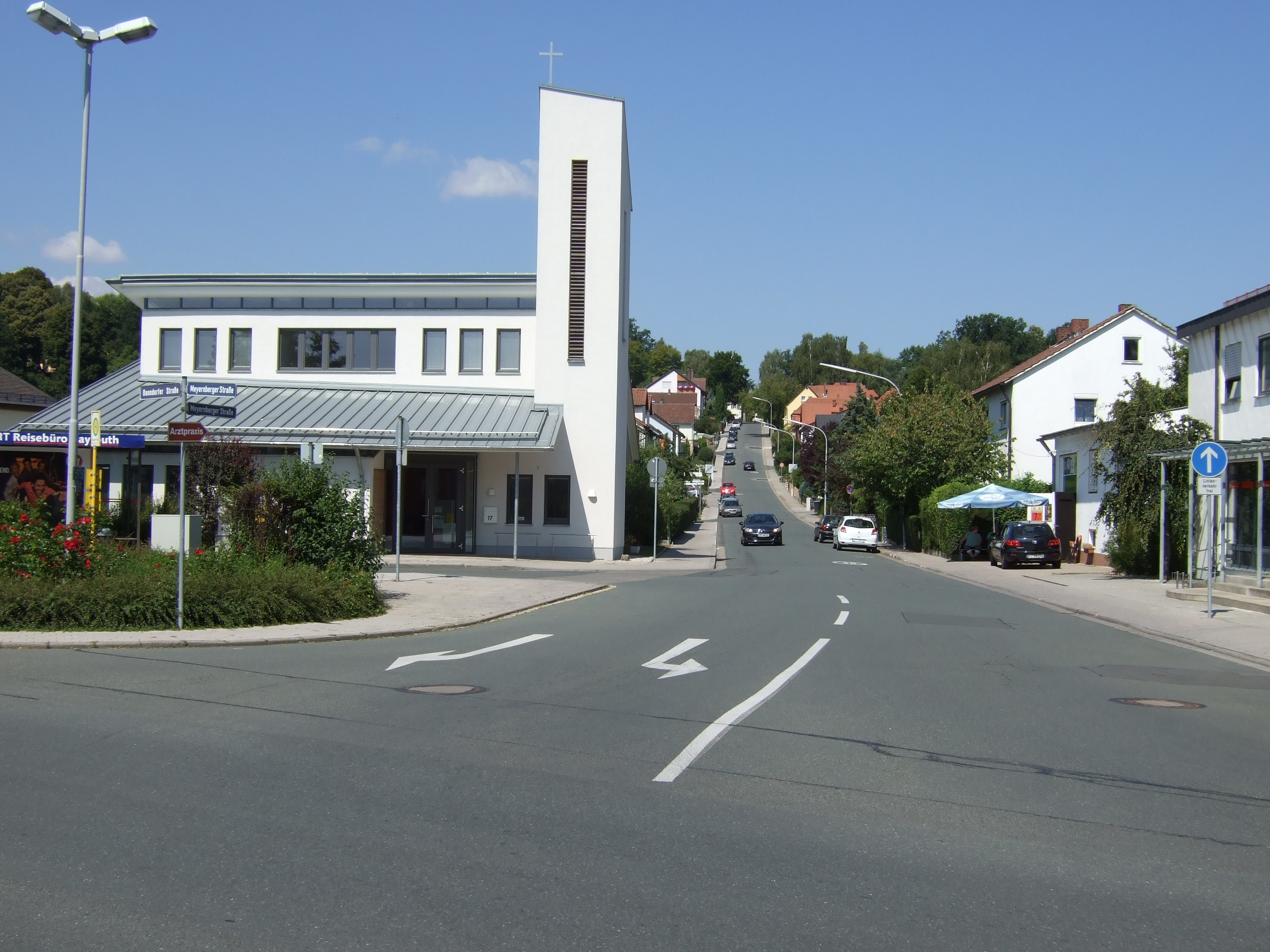
Meyernberger Straße mit Katharina-von-Bora-Kirche

Das heutige Meyernberg besteht überwiegend aus Nachkriegsbebauung vom Einfamilienhaus bis zum Hochhaus. Ältestes Gebäude ist das Schloss, das als Stadtgartenamt und von der Freiwilligen Feuerwehr genutzt wird. Die Gaststätte am Beginn der Donndorfer Straße ist seit ca. 1750 nachweisbar, die ersten Kleinsiedlungshäuser am Sterntalerring entstanden in der Zeit des Dritten Reichs.

## Geschichte
Keimzelle des Ortskerns war ein einzelner Hof, der 1398 mit dem Namen „Poxreuth“ erstmals erwähnt wurde. 1753 wurde der von Johann Gottlob von Meyern zum Rittergut umgestaltete Hof in Meyernberg umbenannt. Um 1850 war Herzog Alexander Friedrich Wilhelm von Württemberg, der im Schloss Fantaisie im nahen Donndorf lebte, Eigentümer des erneut umgestalteten Gebäudes, das deshalb auch als „Herzogliches Schloss“ bezeichnet wird.
Im 18. Jahrhundert ließ von Meyern unterhalb des Schlosses mehrere Trüpfhäuser errichten, um die Seidenraupenzucht zu fördern. In der Folge entstanden bergab weitere Häuser, die den alten Ortskern darstellen. Der am Hang gelegene Ort war nie ein Bauerndorf, sondern herrschaftliches Rittergut.
Gegen Ende des 18. Jahrhunderts gab es in Meyernberg 20 Anwesen. Die Hochgerichtsbarkeit stand dem bayreuthischen Stadtvogteiamt Bayreuth zu. Die Dorf- und Gemeindeherrschaft hatte das Rittergut Meyernberg. Grundherren waren das Amt St. Johannis (1 Wirtshaus) und das Rittergut Meyernberg (1 Schlossgut, 1 Schmiede, 6 Gütlein, 1 Gut mit Ziegelhütte, 3 Tropfhäuser, 7 Häuser).
Von 1797 bis 1810 unterstand der Ort dem Justiz- und Kammeramt Bayreuth. Nachdem im Jahr 1810 das Königreich Bayern das Fürstentum Bayreuth käuflich erworben hatte, wurde Meyernberg bayerisch. Infolge des Gemeindeedikts wurde Meyernberg dem 1812 gebildeten Steuerdistrikt Eckersdorf zugewiesen. Zugleich entstand die Ruralgemeinde Meyernberg, zu der Geigenreuth und Laimbach gehörten. Sie war in Verwaltung und Gerichtsbarkeit dem Landgericht Bayreuth zugeordnet und in der Finanzverwaltung dem Rentamt Bayreuth (1919 in Finanzamt Bayreuth umbenannt). In der freiwilligen Gerichtsbarkeit unterstanden 26 Anwesen bis 1848 dem Patrimonialgericht Meyernberg. Ab 1862 gehörte Meyernberg zum Bezirksamt Bayreuth (1939 in Landkreis Bayreuth umbenannt). Die Gerichtsbarkeit blieb beim Landgericht Bayreuth (1879 in Amtsgericht Bayreuth umgewandelt). Die Gemeinde hatte eine Gebietsfläche von 1,707 km².
Nach Plänen des Baumeisters Karl Wölfel entstand 1873 am Südhang des Roten Hügels eine imposante Anlage. Das im Mittelpunkt eines versteckt liegenden Parks angelegte „Belvedere“ umfasste ein Arkadengebäude und einen Siegesturm, der an den militärischen Triumph im Deutsch-Französischen Krieg erinnern sollte. Im April 1945 wurde das am heutigen Herrnholzweg gelegene Ensemble von der United States Army gesprengt.
Am 1. April 1939 wurde Meyernberg nach Bayreuth eingemeindet. Bis dahin blieb Meyernberg ein kleines Dorf, das erst in den 1960er Jahren dynamisch zu wachsen begann.
Im Juni 1972 wurde mit der Anlage des Wohnparks Meyernberg Süd-West begonnen, einem der größten Bayreuther Bauprojekte der Nachkriegszeit. Auf einer Grundfläche von 80.000 Quadratmetern entstanden 275 Häuser und Wohnungen, darunter am Westrand der Siedlung drei Hochhäuser mit je acht Stockwerken und 144 Eigentumswohnungen. 115 Ein- und acht Zweifamilienhäuser wurden als überwiegend bungalowförmige Flachbauten breit davor gelagert.

### Baudenkmäler
- Meyernberger Straße 54: Ehemaliger Gutshof
- Kriegerdenkmal für die Gefallenen des Ersten Weltkrieges 1914–18

### Einwohnerentwicklung

#### Gemeinde Meyernberg
| Jahr      | 1822  | 1840   | 1852   | 1855   | 1861   | 1867   | 1871   | 1875   | 1880   | 1885   | 1890   | 1895   | 1900   | 1905   | 1910   | 1919   | 1925  | 1933   |
| Einwohner | 195   | 148    | 207    | 206    | 206    | 189    | 206    | 192    | 211    | 218    | 224    | 258    | 271    | 305    | 312    | 298    | 340   | 366    |
| Häuser    | 29    |        |        |        |        |        | 33     |        |        | 31     | 30     |        | 32     |        |        |        | 41    |        |
| Quelle    | [ 8 ] | [ 15 ] | [ 15 ] | [ 15 ] | [ 16 ] | [ 17 ] | [ 18 ] | [ 19 ] | [ 20 ] | [ 21 ] | [ 22 ] | [ 15 ] | [ 23 ] | [ 15 ] | [ 24 ] | [ 15 ] | [ 9 ] | [ 15 ] |

#### Ort Meyernberg
| Jahr      | 1819   | 1822  | 1861   | 1871   | 1885   | 1900   | 1925  | 1950   | 1961   | 1970   | 1987  |
| Einwohner | 170    | 165   | 206    | 184    | 191    | 246    | 296   | 406    | 383    | *      | 3277  |
| Häuser    |        | 26    |        |        | 28     | 28     | 34    | 50     | 61     |        | 570   |
| Quelle    | [ 25 ] | [ 8 ] | [ 16 ] | [ 18 ] | [ 21 ] | [ 23 ] | [ 9 ] | [ 26 ] | [ 27 ] | [ 28 ] | [ 1 ] |

## Religion
Meyernberg ist seit der Reformation evangelisch-lutherisch geprägt und war ursprünglich nach Heilig Dreifaltigkeit (Bayreuth) gepfarrt. Ab Mitte des 20. Jahrhunderts war die Pfarrei Christuskirche (Bayreuth) zuständig, etwas später wurde in Meyernberg die Pfarrei Katharina-von-Bora gegründet.

## Verkehr
Hauptachse ist die Meyernberger Straße. Der Stadtteil wird von den Buslinien 305 und 309 des Verkehrsverbunds Großraum Nürnberg (VGN) erschlossen.

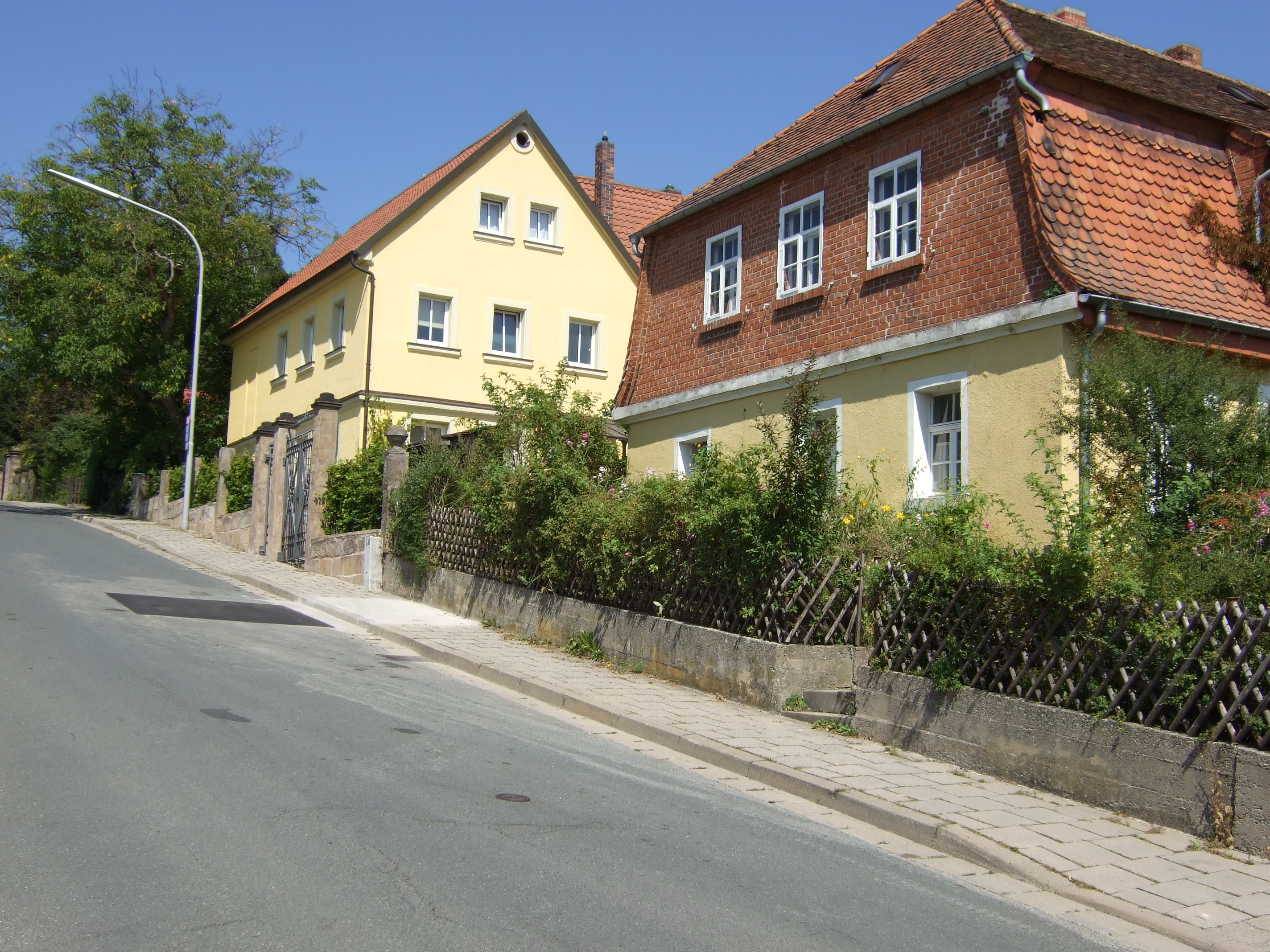
Alte Häuser unterhalb des Schlosses
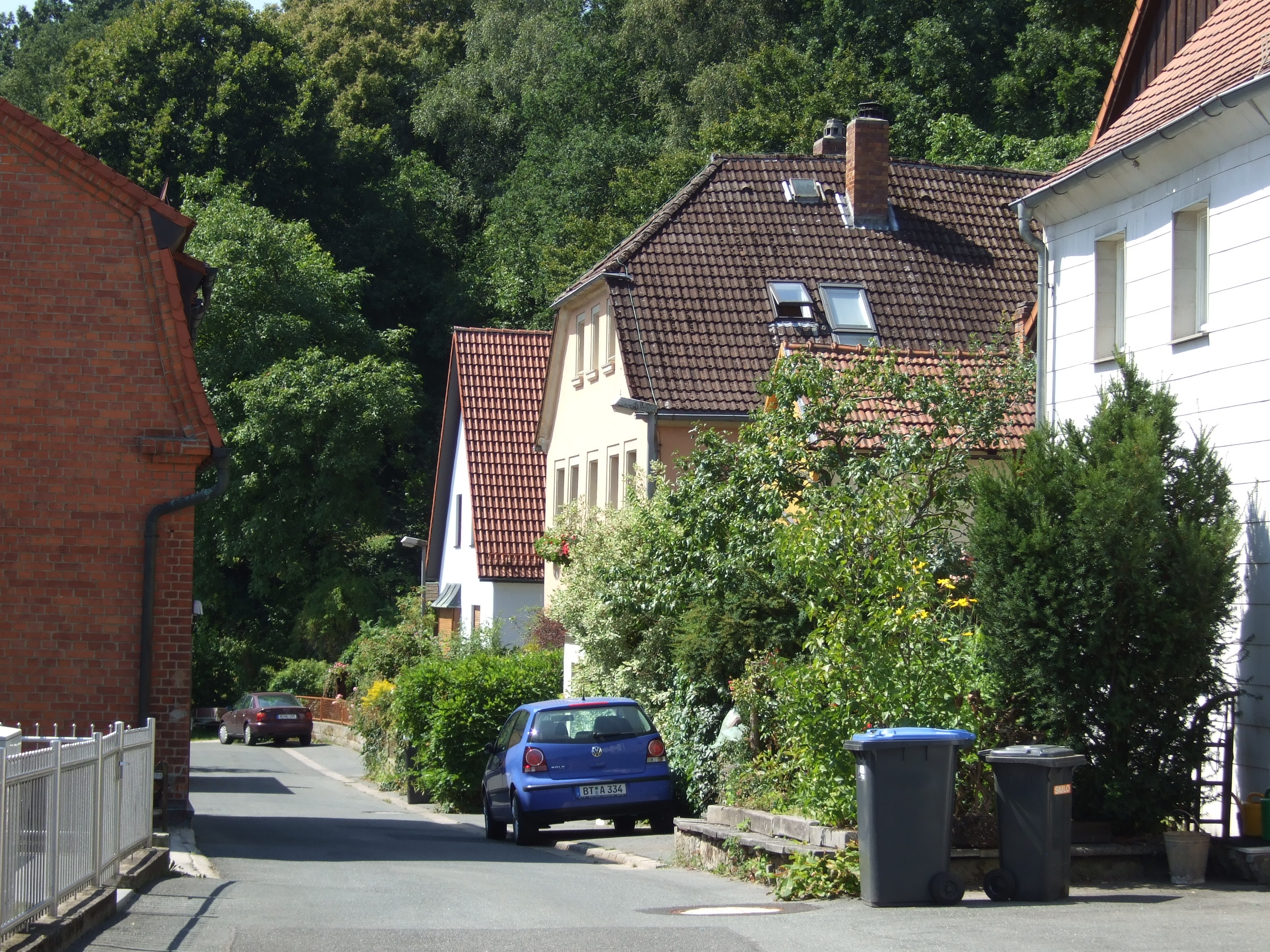
Herrnholzweg
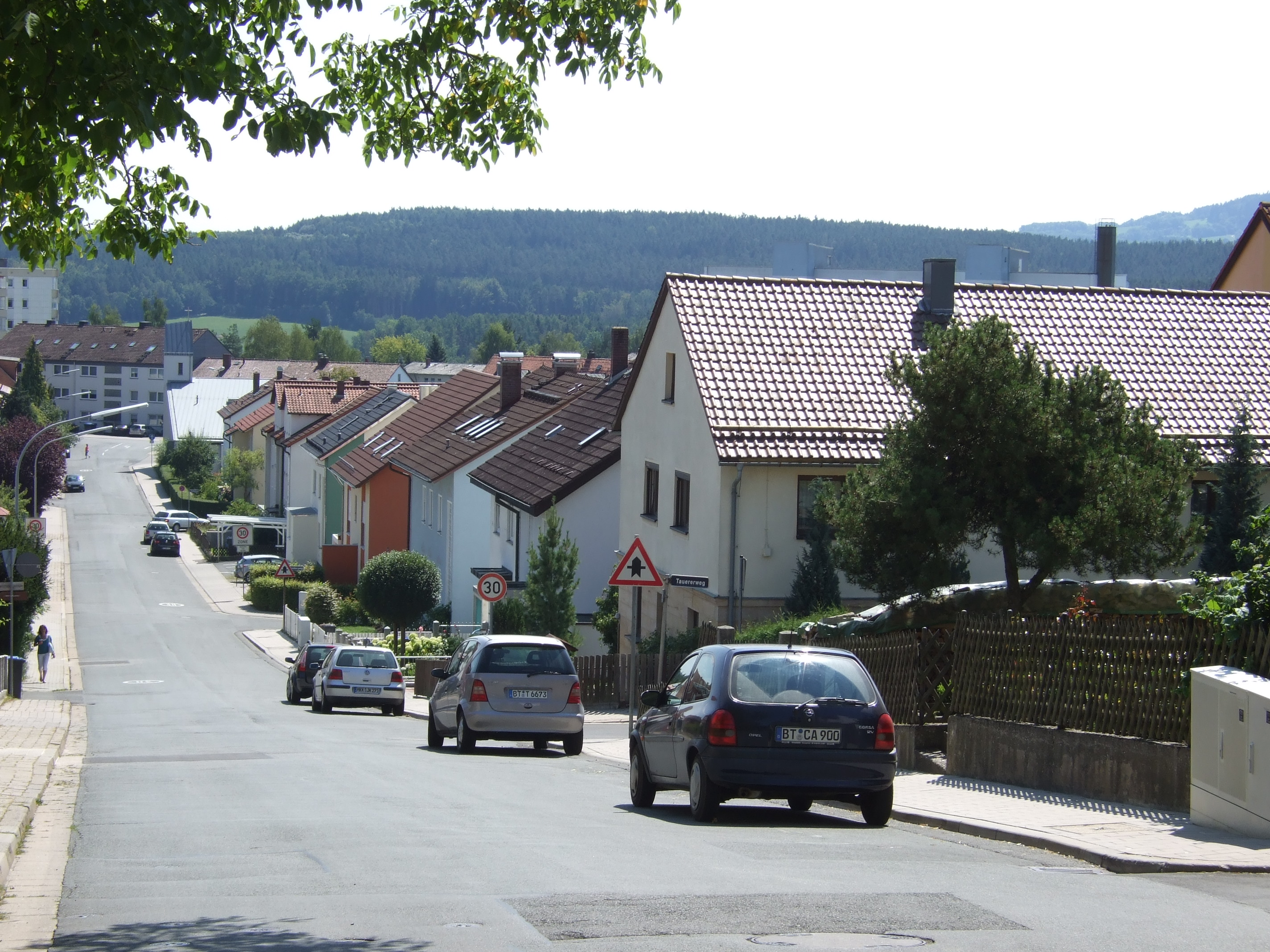
Blick über die Meyernberger Straße zum Buchstein
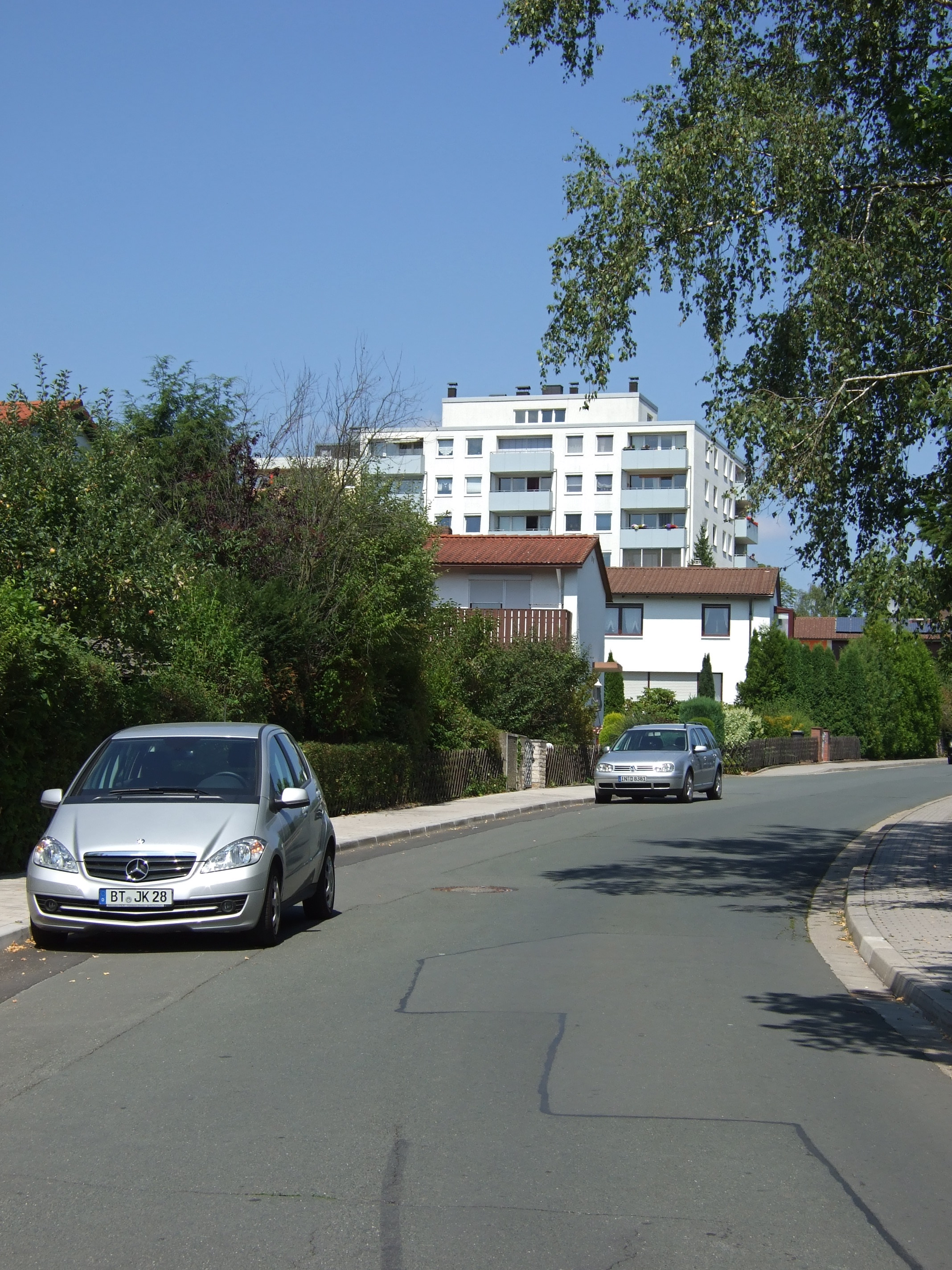
Einfamilienhäuser und Hochhaus an der Sauerbruchstraße
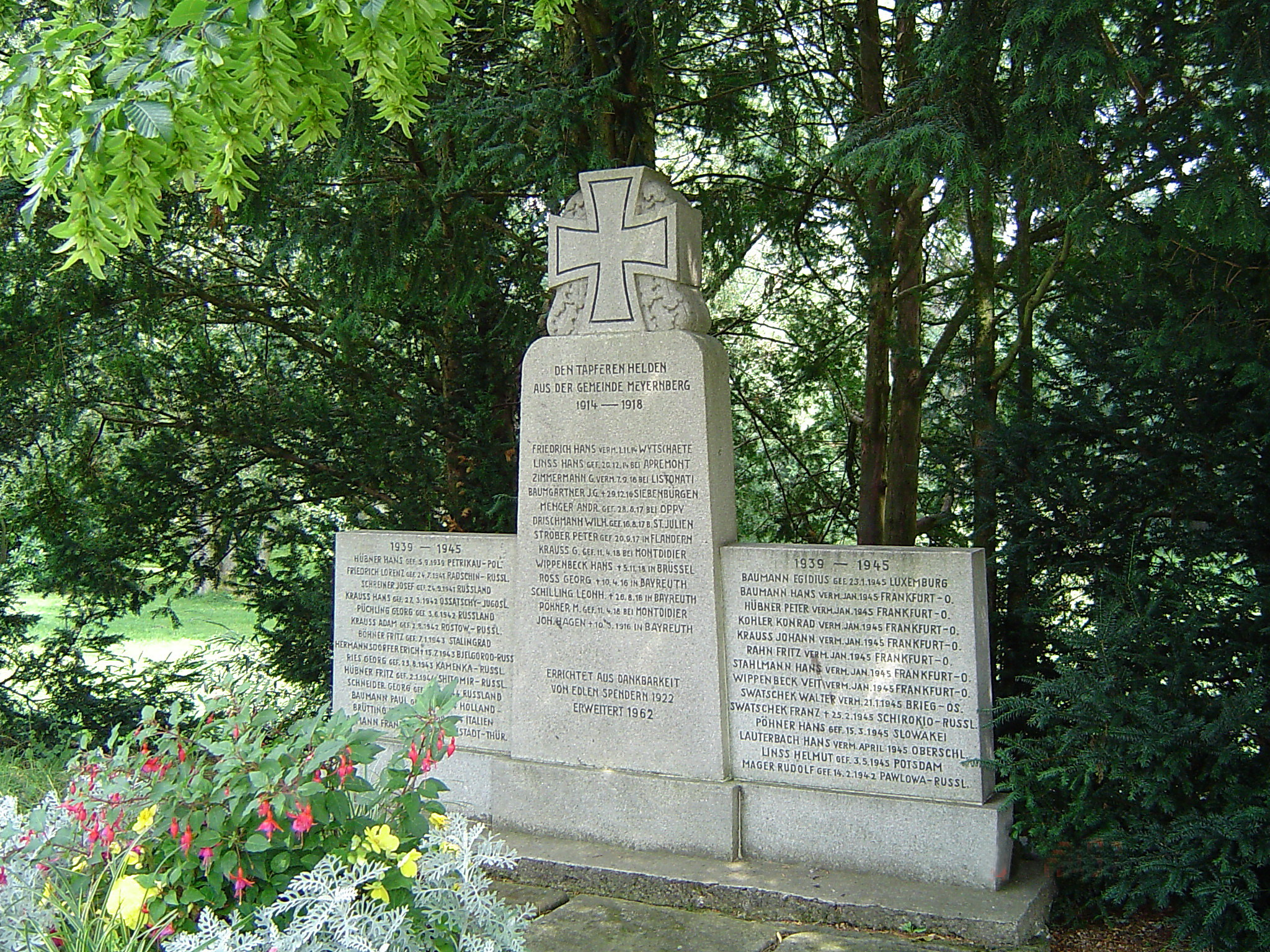
Kriegerdenkmal